# Colonia Santa Rosa, Mexiko
Colonia Santa Rosa är en ort i Mexiko.   Den ligger i kommunen Acatepec och delstaten Guerrero, i den sydöstra delen av landet, 240 km söder om huvudstaden Mexico City. Colonia Santa Rosa ligger 1 516 meter över havet och antalet invånare är 184.
Terrängen runt Colonia Santa Rosa är kuperad österut, men västerut är den bergig. Runt Colonia Santa Rosa är det ganska glesbefolkat, med 42 invånare per kvadratkilometer. Närmaste större samhälle är Acatepec, 1,7 km norr om Colonia Santa Rosa. I omgivningarna runt Colonia Santa Rosa växer huvudsakligen savannskog.